# Casas Brancas de Capri
Casas Brancas de Capri é um óleo sobre tela da autoria do pintor português Henrique Pousão. Pintado em 1882 e mede 70 cm de altura e 140 cm de largura.
A pintura pertence ao Museu Nacional de Soares dos Reis de Porto.